# Decaryochloa diadelpha
Genre
Espèce
Decaryochloa diadelpha est une espèce de plantes monocotylédones de la famille des Poaceae,  sous-famille des Bambusoideae, endémique de Madagascar. C'est l'unique espèce du genre Decaryochloa (genre monotypique). Ce sont des bambous vivaces aux tiges dressées pouvant atteindre plus de 10 mètres de haut. Les fruits sont des caryopses au péricarpe charnu, faiblement adhérent à la graine.